# يوكي شيكاما
يوكي شيكاما (باليابانية: 色摩 雄貴) (مواليد 1 أكتوبر 1997) هو لاعب كرة قدم ياباني.

## وصلات خارجية
- يوكي شيكاما على موقع رابطة كرة القدم اليابانية للمحترفين (اليابانية)
- يوكي شيكاما على موقع قاعدة بيانات كرة القدم.إي يو (الإنجليزية)
- يوكي شيكاما على موقع Soccerway.com (الإنجليزية)
- يوكي شيكاما على موقع عالم كرة القدم.نت (الإنجليزية)